# Krokotos-Gruppe
Die Krokotos-Gruppe ist eine Gruppe attischer Vasenmaler der Spätphase des schwarzfigurigen Stils, die gegen Ende des 6. Jahrhunderts v. Chr. aktiv waren. John D. Beazley fasste in dieser Gruppe die stilistisch nahe stehenden Vasen der Gruppe von Walters 48.42, des Durand-Malers und des Malers von München 2100 zusammen, später fügte er die Werke, die er zunächst unter Maler von München 2100 zusammengestellt hatte, der Gruppe von Walters 48.42 hinzu und nahm den Krokotos-Maler auf, der von Annie D. Ure unterschieden worden war. Beazley fügte ferner den Maler von München 2050 hinzu. Die Krokotos-Gruppe entspricht der von Ure zusammengestellten Krokotos-Werkstatt. Ihren Notnamen erhielt die Gruppe nach dem gelben Chiton (krokotos), den die dargestellten Frauen tragen.
Die Gruppe besteht einerseits aus tiefen Skyphoi mit leicht konkaven Lippen. Die Lippen wurden entweder schwarz bemalt oder mit Efeuranken verziert. Die Basis wurde mit roten und schwarzen oder nur mit schwarzen Zungen geschmückt. Andererseits gehören zur Gruppe zahlreiche Augenschalen. Dargestellt sind auf den Gefäßen häufig Szenen aus dem dionysischen Bereich, bei denen sich im Hintergrund immer Weinranken finden.